# Gornje Obuljeno
Gornje Obuljeno falu Horvátországban, Dubrovnik-Neretva megyében. Közigazgatásilag Dubrovnik községhez tartozik. 

## Fekvése
A Dubrovnik városától légvonalban 3, közúton 9 km-re északkeletre a Dubrovniki tengermelléken, Nova Mokošica felett fekszik. Mára már teljesen egybeolvadt Nova Mokošicával olyannyira, hogy Gornje Obuljeno Nova Mokošica egyik utcája lett, de hivatalosan ma is önálló település.

## Története
A horvátok ősei a 7. században érkeztek Dalmáciába és csakhamar megalapították első településeiket. Ezek elsőként a termékeny mező melletti, ivóvízzel rendelkező helyeken alakultak ki. A térség 1399-ben lett a Raguzai Köztársaság része. A mokošicai Urunk mennybemeneteléről elnevezett plébániát, melyhez a település is tartozik 1769-ben alapították az Ombla-patak torkolatánál. A Raguzai Köztársaság bukása után 1806-ban Dalmáciával együtt ez a térség is a köztársaságot legyőző franciák uralma alá került, de Napóleon bukása után 1815-ben a berlini kongresszus Dalmáciával együtt a Habsburgoknak ítélte. 1918-ban az új szerb-horvát-szlovén állam, majd később Jugoszlávia része lett. Az 1980-as évek elején elkezdődött Nova Mokošica építése, mellyel Gornje Obuljeno fokozatosan összeépült.
A délszláv háború során 1991. október 1-jén kezdődött a jugoszláv hadsereg (JNA) támadása a Dubrovniki tengermellék ellen, majd súlyos harcok után még októberben megszállta a települést. A házakat kirabolták, majd felgyújtották. A lakosság elmenekült, így a település 1992. májusáig lényegében lakatlan maradt. A horvát hadsereg a slanoi felszabadító hadművelet során 1992. május 26-án verte ki a JNA egységeit a településről és környékéről. A háború után rögtön elkezdődött az újjáépítés. A településnek 2011-ben 124 lakosa volt, akik főként a közeli Dubrovnikban dolgoztak, illetve mezőgazdasággal foglalkoztak. 

## Népesség
| Lakosság változása | Lakosság változása | Lakosság változása | Lakosság változása | Lakosság változása | Lakosság változása | Lakosság változása | Lakosság változása | Lakosság változása | Lakosság változása | Lakosság változása | Lakosság változása | Lakosság változása | Lakosság változása | Lakosság változása | Lakosság változása |
| ------------------ | ------------------ | ------------------ | ------------------ | ------------------ | ------------------ | ------------------ | ------------------ | ------------------ | ------------------ | ------------------ | ------------------ | ------------------ | ------------------ | ------------------ | ------------------ |
| 1857               | 1869               | 1880               | 1890               | 1900               | 1910               | 1921               | 1931               | 1948               | 1953               | 1961               | 1971               | 1981               | 1991               | 2001               | 2011               |
| 0                  | 0                  | 0                  | 0                  | 0                  | 0                  | 0                  | 0                  | 0                  | 0                  | 0                  | 0                  | 0                  | 0                  | 88                 | 124                |

(1981-ben és 1991-ben lakosságát Dubrovnikhoz számították. 1971-ig Obuljeno néven Donje Obuljenoval egységes települést képezett.)

## Gazdaság
A helyi lakosság legnagyobb része Dubrovnik városában dolgozik, kisebb része mezőgazdasággal foglalkozik.. 